# کیم بارنت
کیم بارنت (انگلیسی: Kim Barnett؛ زادهٔ ۱۷ ژوئیهٔ ۱۹۶۰) بازیکن کریکت اهل بریتانیا است.
از باشگاه‌هایی که در آن بازی کرده‌است می‌توان به اشاره کرد.